# さとるだよ
『さとるだよ』（英: Satorudayo ）は、2015年の日本映画。
都市伝説・さとるくんをモチーフにした３つのエピソードが絡む、サスペンス映画である。
2015年4月18日に発明会館でイベント上映されたあと、6月22日に渋谷のアップリンクで上映された。

## あらすじ
＜１話＞ 高校生の井上比呂人は、過去にあった出来事を思い出せずにいた。その理由を知るために 周りで話題になっている「都市伝説・さとるくん」に電話をかける。
＜２話＞
都市伝説の番組を担当しているディレクターの神崎伸樹。
プロデューサーからの依頼を受けて、「都市伝説・さとるくん」の話の取材を開始する。
そこで高校生・井上比呂人の話を聞きつけるが、やがて事故に巻き込まれる。
＜３話＞
神崎伸樹の恋人、大学生の宮元麻耶。
家に戻ってこない恋人を心配し、関係者を訪ねて、「都市伝説・さとるくん」を調べ始めると、驚愕の事実に直面することになる。

## キャスト
- 井上比呂人（黒羽麻璃央）: 塾に通う高校生
- 川村祐司（杉江大志）: 苛められてる高校生
- 神崎伸樹（土井一海）: 「都市伝説・さとるくん」を取材するテレビのディレクター
- 山本孝治（荒牧慶彦）: テレビ番組のAD
- 新田愛奈（小篠恵奈）: 「都市伝説・さとるくん」に恐怖を抱く高校生
- 怜（今村美歩）: 「都市伝説・さとるくん」に興味を持つ高校生
- 真帆（山田朝華）: 「都市伝説・さとるくん」に興味を持つ高校生
- 篠原翔太（高橋里央）: 苛めをする高校生
- 谷村良助（和田雅成）: 苛めをする高校生
- 新藤（中野マサアキ）: 「都市伝説・さとるくん」の取材を依頼するプロデューサー
- 刑事・金澤（成松修）: 「都市伝説・さとるくん」での行方不明者を追う刑事
- 刑事・小山（西原悠太）: 刑事・金澤の相棒
- 講師・佐藤（西山咲子）: 塾で高校の古文を教える教師
- 宮元麻耶（岡本あずさ）: 恋人の神崎伸樹の失踪を追う
- 川村誠一（Bro.TOM）: 川村祐司の父

## スタッフ
- 監督：谷健二
- 製作：小野恵賜
- プロデューサー：赤間俊秀
- 脚本：佐東みどり
- 撮影監督：根岸憲一(JSC)
- 録音：古茂田耕吉、南川淳
- 助監督：今井美奈子
- 美術：吾郷順治
- スタイリスト：高橋英治
- CG：吉川マッハスペシャル
- MA：岩波昌志
- キャスティング：宇都木基至
- スチール：佐藤淳一、富田絵美
- メイキング：川上春奈
- 音楽：洞澤徹
- 主題歌：『耳を閉じたい(blgtz)』作詞・作曲：田村昭太

## ロケ地
- 新宿中央公園
- 糀屋箱機構

## 製作エピソード
- 撮影は2014年の12月26日から30日まで行われた。